# Nikon D600
Die Nikon D600 ist eine digitale Spiegelreflexkamera des japanischen Herstellers Nikon, die im September 2012 in den Markt eingeführt wurde.

## Technische Merkmale
Der 24,3-Megapixel-Vollformat-Bildsensor (Herstellerbezeichnung FX-Format) ermöglicht Aufnahmen mit maximal 6016 × 4016 Pixeln.
Bilder können entweder mit manuellen Einstellungen, in der Blendenvorwahl, Zeitvorwahl, Programmautomatik oder Vollautomatik, sowie 19 Motivprogrammen aufgenommen werden. Die Kamera erlaubt die vordefinierten Bildstile Landschaft, Porträt, Schwarzweiß, Neutral und Standard. Weitere benutzerdefinierte Bildstile können gespeichert werden. Ferner besitzt sie die Möglichkeit der Videoaufzeichnung in maximal Full-HD-Auflösung (1920 × 1200 Pixel) mit 30 Bildern pro Sekunde. Die Kamera besitzt ein eingebautes Mono-Mikrofon. Ein externes Stereo-Mikrofon kann ebenfalls angeschlossen werden.
Die Kamera verfügt über 39 Autofokus-Messfelder. Sie konzentrieren sich auf den Bereich der Bildsensormitte, der der Größe eines APS-C-Sensors entspricht.
Die Bildaufzeichnung im herstellereigenen Rohdatenformat NEF kann wahlweise in 12 Bit oder 14 Bit Farbtiefe pro Kanal erfolgen, im JPEG-Format werden 8 Bit pro Kanal mit verlustbehafteter Kompression gespeichert. Im HDR-Modus können besonders kontrastreiche Fotos gemacht werden, indem automatisch bei Auslösung zwei Belichtungen zu einem Bild überlagert werden.
Die Kamera ist gegen Staub und Spritzwasser geschützt. Das Gehäuse wiegt inklusive Akku und Speicherkarte rund 850 Gramm und besteht teilweise aus einer Magnesiumlegierung.

### Verwendung von DX-Objektiven
Objektive, welche speziell für das DX-Bildsensorformat entwickelt wurden, besitzen zwar einen kleineren Bildkreis, können aber aufgrund des gleichen Bajonetts auch an der Kamera verwendet werden. Die Kamera ist in der Lage, diese Objektive zu erkennen, und schaltet bei entsprechender Einstellung automatisch auf den DX-Modus um. In diesem Modus wird nur noch ein ca. 24 × 16 Millimeter großer Bereich des Sensors genutzt. Dieses verhindert zwar die durch den kleineren Bildkreis verursachten Abschattungen, jedoch kann nicht mehr die volle Auflösung des Sensors genutzt werden. Bei der Kamera verringert sich die maximale Bildgröße dadurch auf 3936 × 2624 Pixel, was ca. 10,3 Megapixel entspricht. Zur Unterstützung des Fotografen bei der Bildkomposition wird im Sucher ein Rechteck angezeigt, das den im DX-Modus genutzten Bildbereich anzeigt.

## Zubehör
An der Kamera können alle herstellereigenen Nikkor-Objektive ab dem Ai-Standard verwendet werden.
Der zur Kamera gehörige Hochformatbatteriegriff trägt die Herstellerbezeichnung MB-D14. Alle CLS- und iTTL-kompatiblen Blitzgeräte können automatisch gesteuert werden. Andere Geräte können bei manueller Steuerung ausgelöst werden.
Die Kamera besitzt eine kombinierte Schnittstelle für Fernauslöser und für Geotagging mittels GPS-Empfänger. Neben den GPS-Positionsdaten werden Kompassinformationen (engl. Heading) übertragen, die aber von Nikons eigenem Empfänger GP-1 nicht genutzt werden. Mit passenden Geotaggern von Drittherstellern kann die Aufnahmerichtung den Fotos hinzugefügt werden.

## ModellvarianteNikon D610
Im Oktober 2013 wurde mit der Nikon D610 ein leicht verändertes Modell eingeführt. Es ist mit der oben beschriebenen Kamera weitgehend identisch, verfügt jedoch über eine von 5,5 auf 6 Bilder pro Sekunde erhöhte Bildrate, einen Serienmodus „Leise Auslösung“ mit 3 Bildern pro Sekunde und einen verbesserten Weißabgleich. Des Weiteren wurde der Verschluss modifiziert, um eine Ölverschmutzung des Sensors zu verhindern.